# Hellmut Haunschild
Hellmut Haunschild (* 8. Januar 1928 in Herrieden bei Ansbach) ist ein deutscher Geologe.
Haunschild wurde 1953 Diplom-Geologe und hat 1954 in Erlangen promoviert. Ab 1955 war er beim Bayerischen Geologischen Landesamt München. 1962 wurde er Regierungsrat, 1965 Oberregierungsrat, 1970 Regierungsdirektor und 1985 leitender Regierungsdirektor.
Ab 1979 wurde er Leiter der Abteilung „Geologische Landesaufnahme“.
Er veröffentlichte einen geologischen Führer zum Nördlinger Ries.

## Schriften
- mit Arnold Zeiss und Josef Theodor Groiss: Das Ries und sein Vorland, Borntraeger, Sammlung Geologischer Führer 2000
- Die Bohrungen 1 und 2 der Rastberg-Gruppe und ihre Bedeutung für die Geologie des nördlichen Vorrieses, Geolog. Blätter für NO-Bayern und angrenzende Gebiete, 18, 1968, 139–162
- Die Trias im Ries und Vorries, Geologica Bavarica, Band 61, 1969, 42–58
- Der Keuper in der Umgebung von Pressath, Erlanger Geolog. Abh. 14, 1955 (Dissertation)
- Erläuterungen zur Geologischen Karte von Bayern, 1:25000 Blatt Nr. 6627 Rothenburg ob der Tauber, 112 S., 17 Abb., 2 Beilagen, Bayerisches Geologisches Landesamt, München 1964
- Erläuterungen zur Geologischen Karte von Bayern, 1:25000 Blatt Nr. 6528 Marktbergel, 148 S., 18 Abb., 11 Tabellen, Bayerisches Geologisches Landesamt, München 1969
- Erläuterungen zur Geologischen Karte von Bayern, 1:25000 Blatt Nr. 6527 Burgbernheim, 143 S., 32 Abb., 13 Tabellen, Bayerisches Geologisches Landesamt, München 1971
- Erläuterungen zur Geologischen Karte von Bayern, 1:25000 Blatt Nr. 6329 Baudenbach, 135 S., 31 Abb., 6 Tabellen, 1 Beilage, Bayerisches Geologisches Landesamt, München 1973
- Erläuterungen zur Geologischen Karte von Bayern, 1:25000 Blatt Nr. 6327 Markt Einersheim und zum Blatt Nr. 6427 Uffenheim, 139 S., 32 Abb., 2 Tabellen, 3 Beilagen, Bayerisches Geologisches Landesamt, München 1976
- mit Hermann Jerz: Erläuterungen zur Geologischen Karte von Bayern 1:500 000 : mit 21 stratigraphischen Tabellen, 3. Auflage 1981

Er kartierte unter anderem Uffenheim/Markt Einersheim, Baudenbach, Ansbach Nord, Feuchtwangen West und Ost, Leutershausen, Weiltingen, Markt Erlbach (alle 1:25.000).